# Matsumyia zibaiensis
Matsumyia zibaiensis är en tvåvingeart som beskrevs av Huo och Ren 2006. Matsumyia zibaiensis ingår i släktet Matsumyia och familjen blomflugor. Inga underarter finns listade i Catalogue of Life.